# Kim Crosby
Kim Crosby (Fort Smith, 11 de julio de 1960) es una cantante y actriz estadounidense, reconocida principalmente por ser la Cenicienta original en el musical de Sondheim-Lapine Into the Woods y por interpretar el papel de Jane Porter en el filme Tarzán en Manhattan. Ha permanecido activa principalmente en el teatro estadounidense y ha brindado conciertos con diversas orquestas.

## Filmografía destacada

### Cine y televisión
| Año  | Título                | Papel       | Notas                               |
| ---- | --------------------- | ----------- | ----------------------------------- |
| 1979 | The Mike Douglas Show | Ella misma  | Episodio: "18.119"                  |
| 1989 | Tarzan in Manhattan   | Jane Porter | Telefilme                           |
| 1991 | American Playhouse    | Cenicienta  | Episodio: "Into the Woods"          |
| 1995 | The Cosby Mysteries   | Sra. Pierce | Episodio: "Big Brother is Watching" |
| 2012 | The Mystery Hour      | Ella misma  | Episodio: "Kim Crosby/John Pinney"  |